# Sar-i Pul (Stadt)
Sar-i Pul (oder Sar-e Pol; Paschtu/Dari: سرپل) ist die Hauptstadt der Provinz Sar-i Pul im Norden Afghanistans. Sie befindet sich im Bezirk Sar-i Pul.
Am 8. August 2021 wurde Sar-i Pul von den Taliban erobert.

## Geografie
Sar-i Pul ist eine Bergstadt, vor allem im Süden. Drei Viertel (75 %) der Stadt sind gebirgiges oder halbgebirgiges Gelände, während ein Siebtel (14 %) der Fläche aus Flachland besteht.